# Ludwig Stummel
Ludwig Stummel (* 5. August 1898 in Kevelaer; † 30. November 1983 in Kronberg im Taunus) war ein deutscher Konteradmiral und Leiter des Marinenachrichtendienstes.

## Leben
Stummel trat nach dem Abitur während des Ersten Weltkriegs als Freiwilliger mit Anwartschaft auf eine Seeoffizierslaufbahn in die Kaiserliche Marine ein. Er durchlief die seemännische Grund- und Basisausbildung an der Marineschule Mürwik sowie auf dem Schulschiff Freya und auf dem Linienschiff Kronprinz. Am 1. März 1918 wurde er auf das Linienschiff Hannover versetzt und avancierte Mitte September zum Leutnant zur See.
Nach Kriegsende stand Stummel von Dezember 1918 bis Januar 1919 kurzzeitig zur Verfügung der I. Marineinspektion und trat als Kompanieoffizier zur I. Marine-Brigade über. Daran schloss sich eine dreimonatige Verwendung als Zugführer beim Schutztruppen-Regiment unter Paul von Lettow-Vorbeck sowie in gleicher Eigenschaft ab dem 9. September 1919 bei der III. Marine-Brigade an. Am 1. Juli 1920 wurde Stummel in die Reichsmarine übernommen. Er war zunächst Zugführer beim Schiffsstammdetachement der Ostsee sowie Kompanieoffizier bei der II. Abteilung der Schiffstammdivision der Ostsee und stand zeitweise zur Verfügung des Befehlshabers der Landstreitkräfte der Ostsee. Als Oberleutnant zur See wurde er am 25. Juni 1922 Abteilungsoffizier bei der Nachrichtenabteilung der Marinestation der Ostsee. Von Mai 1923 bis Februar 1924 war er FT- und Wachoffizier an Bord des Kleinen Kreuzers Thetis und anschließend Marinenachrichtenoffizier in Neumünster. Zugleich war Stumme im Mai/Juni 1926 in Vertretung FT-Offizier an Bord des Linienschiffes Elsass. Ab Oktober 1926 übte er für ein Jahr den Posten des Marinenachrichtenoffiziers Süd aus, um dann zur Inspektion des Torpedo- und Minenwesens als Assistent bei der Nachrichtenmittelversuchsanstalt versetzt zu werden. Am 4. April 1929 wurde Stummel zur Verfügung des Chefs der Marineleitung gestellt und zur Technischen Hochschule Berlin-Charlottenburg kommandiert. Hier absolvierte er ein Ingenieurtechnisches Studium und avancierte Anfang August 1929 zum Kapitänleutnant.
Nach Abschluss seines Studiums wurde Stummel bis Ende September 1933 auf dem Linienschiff Schleswig-Holstein als FT-Offizier verwendet. An Bord des Schiffes führte ihn eine Flottenreise im Sommer 1931 nach Norwegen und ein Jahr darauf im Juni 1932 nach Oslo. Anschließend war er Kompanieführer bei der Torpedo- und Nachrichtenschule und zugleich Leiter der Marinenachrichtenschule. Am 25. September 1935 erfolgte seine Versetzung als 4. Admiralstabsoffizier zum Flottenkommando und wenige Tage später die Beförderung zum Korvettenkapitän sowie Anfang April 1939 zum Fregattenkapitän. In dieser Zeit war er als Nachrichtenoffizier eingesetzt.
Nach dem Beginn des Zweiten Weltkriegs wurde Stummel am 28. Dezember 1939 zum Chef der Abteilung Marinenachrichtendienst beim Oberkommando der Kriegsmarine ernannt. Vom 16. Juni 1941 bis zum 30. April 1943 war er als Kapitän zur See Chef der Zentralabteilung der Amtsgruppe Marinenachrichtendienst. Unter Beförderung zum Konteradmiral erfolgte anschließend seine Ernennung zum Chef der Amtsgruppe Marinenachrichtendienst. Für zwei Monate war er im August/September 1943 zugleich mit der Wahrnehmung der Geschäfte des Abteilungschefs des Seetaktischen Funkmessdienstes beauftragt. Krankheitsbedingt muss Stummel seinen Posten am 17. August 1944 abgeben und stand bis Mitte November 1944 zur Verfügung des Oberbefehlshabers der Kriegsmarine. Anschließend erfolgte eine Verwendung als Höherer Kommandeur der Marinenachrichtenschulen, bis man ihn am 16. März 1945 erneut zur Verfügung des Oberbefehlshabers der Kriegsmarine stellte. Mit der Bedingungslosen Kapitulation der Wehrmacht geriet Stummel in Kriegsgefangenschaft, aus der er am 4. Oktober 1946 entlassen wurde.
Ludwig Stummel starb am 30. November 1983 in Kronberg im Taunus.